# 箕城街道
箕城街道是中国河南省周口市西华县下辖的一个街道。

## 行政区划
箕城街道下辖：西关居委会、北关居委会、唐宋岗居委会。